# Cibora jadalna
Cibora jadalna lub migdał ziemny, orzech tygrysi, chufa (Cyperus esculentus L.) – gatunek rośliny należący do rodziny ciborowatych (Cyperaceae). Gatunek szeroko rozprzestrzeniony, także inwazyjny.

## Rozmieszczenie geograficzne
Występuje w tropikalnej  Afryce, na Madagaskarze, w Azji południowej, w Europie południowej, Ameryce Północnej i Ameryce Południowej. W Polsce w stanie naturalnym praktycznie nie występuje. Znajdowana na początku XXI w. w roślinności mokradłowej stawu koło Węglińca, co wówczas było najdalej na wschód wysuniętym stanowiskiem północnoeuropejskim. Od tego czasu uznana za agriofit.

## Morfologia

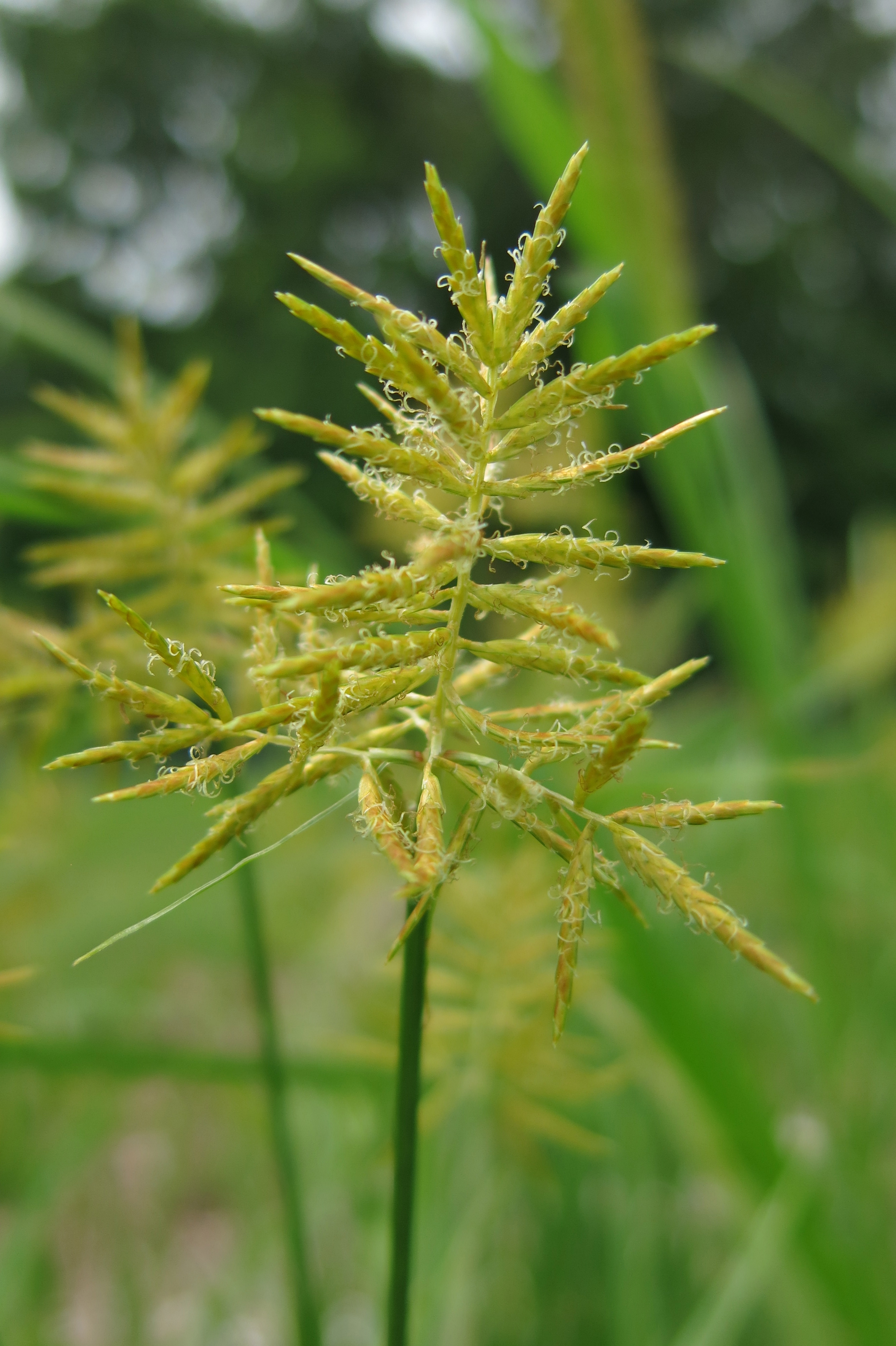
Kwiatostan

Bylina kłączowa o wysokości do 1 m z liśćmi równowąskimi. Łodyga trójgraniasta, kwiatonośna. Kwiat złożony z 3 pręcików i 1 słupka. Owoc – trójgraniasty orzeszek. Ma jajowatego kształtu, bulwiaste korzenie o długości dochodzącej do 3 cm i ok. 1,5 cm szerokości.

## Zastosowanie

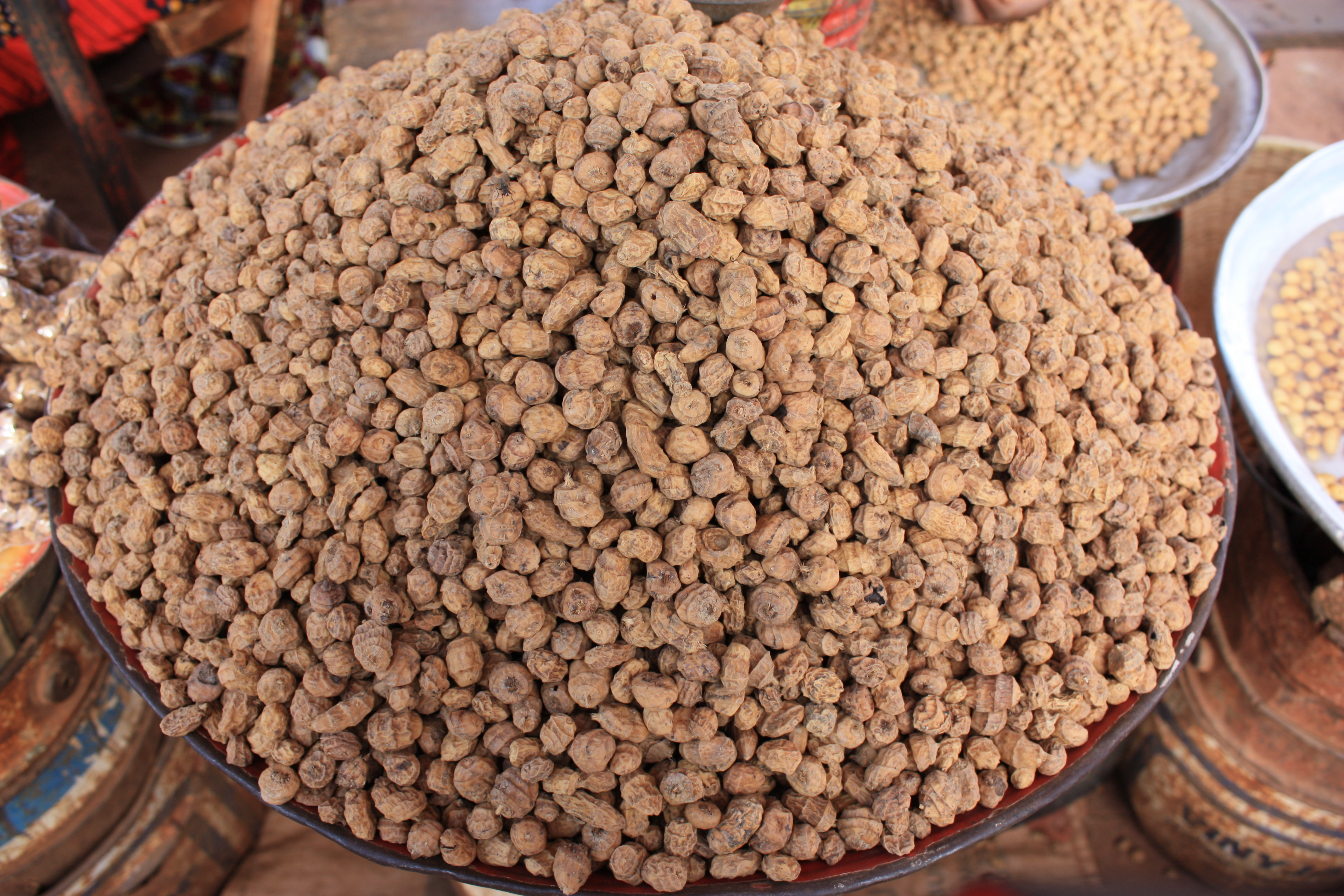
Bulwy w ofercie handlowej

Roślina jadalna: bulwy zawierają do 20% tłuszczu, białko, ok. 28% skrobi, 14% cukru, ok. 7% substancji gumowych. Spożywane mogą być na surowo, jako gotowane lub prażone. Mogą być używane jako namiastka kawy oraz do sporządzania napoju mlecznego (sorbetu). W Hiszpanii sporządza się napój o nazwie horchata de chufa. Z bulw można pozyskać olej do celów spożywczych.